# Чангет
Чангет (кирг. Чаңгет) — село в Узгенском районе Ошской области Кыргызстана. Административный центр Чангетского айылного аймака.

## География
Село расположено в северной части области, на правом берегу реки Чангет, на расстоянии приблизительно 18 километров (по прямой) к северу от города Узгена, административного центра района. Абсолютная высота — 1165 метров над уровнем моря.

## Население
Согласно оценочным данным Национального статистического комитета Кыргызской Республики, численность населения села на начало 2023 года составляла 1984 человека.
| год     | 2009 | 2014 | 2015 | 2020 | 2021 | 2023 |
| ------- | ---- | ---- | ---- | ---- | ---- | ---- |
| человек | 1828 | 2270 | 2158 | 2095 | 2119 | 1984 |